# World Puzzle Championship

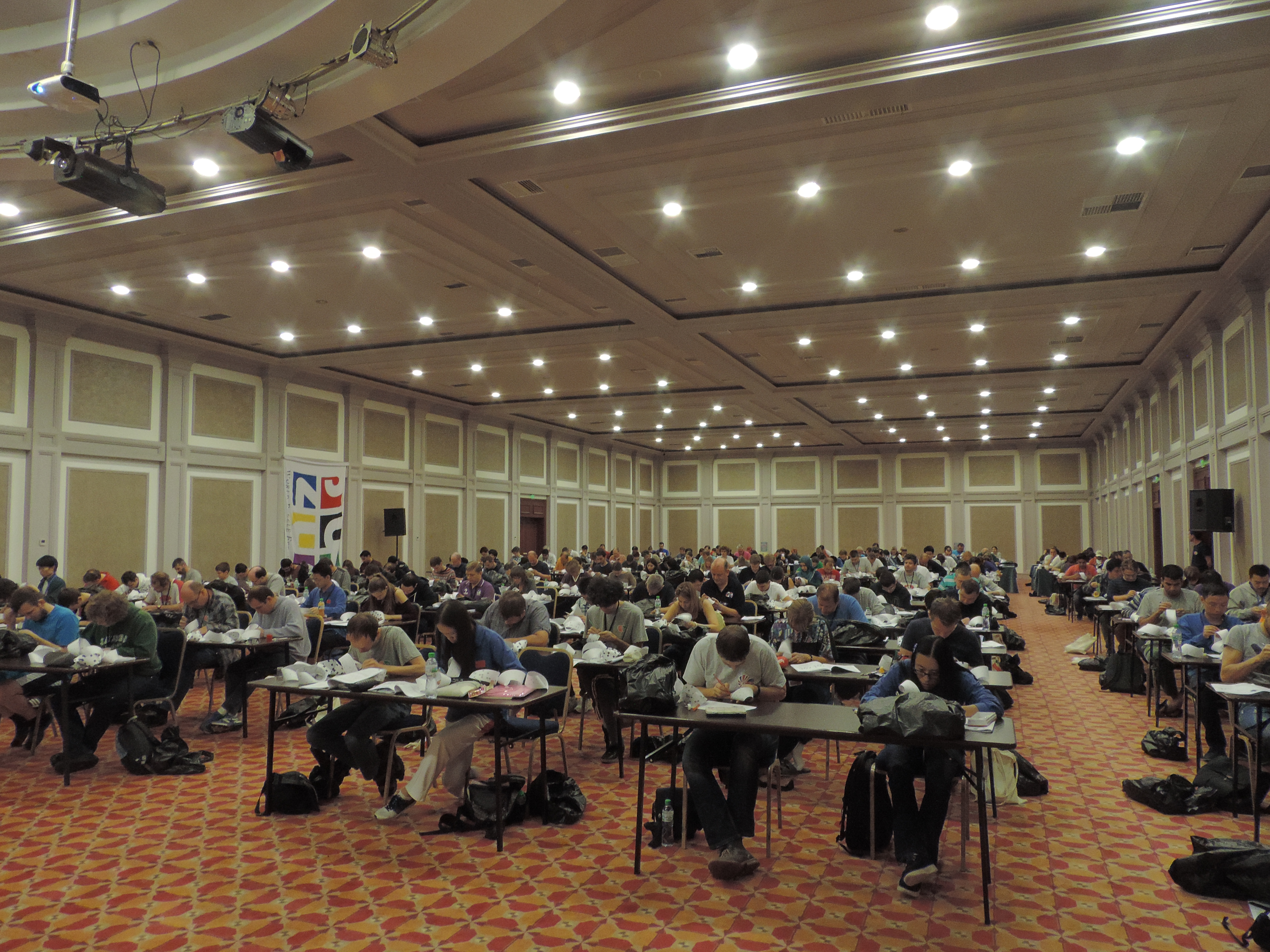
15 de octubre de 2015 - Campeonato mundial de rompecabezas, Sofia, Bulgaria.

El Campeonato Mundial de Puzzle es una competición internacional anual de rompecabezas dirigida por la World Puzzle Federation. La primera tuvo lugar en Nueva York en 1992. Todos los rompecabezas de la competición son diseñados para que sean neutrales tanto idiomática como culturalmente. 
Los equipos nacionales son elegidos por los afiliados locales de la World Puzzle Federation. De los 23 campeonatos (categoría equipo) celebradas hasta el momento, 14 han sido ganadas por Estados Unidos, 5 por Alemania, 3 por la República Checa, y 1 por Japón. El concursante individual de mayor éxito es Ulrich Voigt de Alemania con 10 títulos.

## Origen
El Campeonato Mundial de Puzzle fue idea de Will Shortz, que quería crear un evento donde los participantes de distintos países pudieran competir en igualdad de condiciones.
El primer campeonato mundial de Puzzle se celebró en Nueva York en 1992, y Will Shortz fue el organizador y Helene Hovanec fue el coordinador. Cada campeonato mundial de Puzzle se ha celebrado en una ciudad diferente desde entonces.

## Los participantes
En la actualidad, 30 países son miembros oficiales de la World Puzzle Federation. Las personas también pueden participar si su país no está representado por un equipo nacional. En el último campeonato mundial de Puzzle del 2014 celbrado en Londres, participaron 145 concursantes de 26 países, y del 2015 se celebrará en Sofía, Bulgaria.

## Resumen de resultados
|      | Ubicación      | Ubicación       | Individual                             | Individual                             | Individual                             | Equipo                                 | Equipo                                 | Equipo                                 |
| Año  | Ciudad         | País            | Oro                                    | Plata                                  | Bronce                                 | Oro                                    | Plata                                  | Bronce                                 |
| ---- | -------------- | --------------- | -------------------------------------- | -------------------------------------- | -------------------------------------- | -------------------------------------- | -------------------------------------- | -------------------------------------- |
| 1992 | Nueva York     | Estados Unidos  | David Samuel                           | Darren Rigby                           | Daniel Johnson                         | Estados Unidos                         | Argentina                              | Polonia                                |
| 1993 | Brno           | República Checa | Robert Babilon                         | Wei-Hwa Huang                          | Pavel Kalhous                          | República Checa                        | Estados Unidos                         | Canadá                                 |
| 1994 | Colonia        | Alemania        | Ron Osher                              | Pavel Kalhous                          | Pero Galogaza                          | República Checa                        | Estados Unidos                         | Croacia                                |
| 1995 | Poiana Brașov  | Rumania         | Wei-Hwa Huang                          | Gyorgy Istvan                          | Pavel Kalhous                          | Estados Unidos                         | República Checa                        | Hungría                                |
| 1996 | Utrecht        | Países Bajos    | Robert Babilon                         | Zack Butler                            | Wei-Hwa Huang                          | Estados Unidos                         | República Checa                        | Turquía                                |
| 1997 | Koprivnica     | Croacia         | Wei-Hwa Huang                          | Ron Osher                              | Robert Babilon                         | República Checa                        | Estados Unidos                         | Hungría                                |
| 1998 | Estambul       | Turquía         | Wei-Hwa Huang                          | Akira Nakai                            | Zack Butler                            | Estados Unidos                         | Japón                                  | Hungría                                |
| 1999 | Budapest       | Hungría         | Wei-Hwa Huang                          | Zack Butler                            | Niels Roest                            | Estados Unidos                         | Países Bajos                           | República Checa                        |
| 2000 | Stamford       | Estados Unidos  | Ulrich Voigt                           | Wei-Hwa Huang                          | Niels Roest                            | Estados Unidos                         | Países Bajos                           | Alemania                               |
| 2001 | Brno           | República Checa | Ulrich Voigt                           | Robert Babilon                         | Zack Butler                            | Estados Unidos                         | República Checa                        | Bélgica                                |
| 2002 | Oulu           | Finlandia       | Niels Roest                            | Roland Voigt                           | Ulrich Voigt                           | Japón                                  | Alemania                               | Estados Unidos                         |
| 2003 | Arnhem         | Países Bajos    | Ulrich Voigt                           | Wei-Hwa Huang                          | Roger Barkan                           | Alemania                               | Estados Unidos                         | Países Bajos                           |
| 2004 | Opatija        | Croacia         | Niels Roest                            | Ulrich Voigt                           | Roger Barkan                           | Estados Unidos                         | Alemania                               | Hungría                                |
| 2005 | Eger           | Hungría         | Ulrich Voigt                           | Wei-Hwa Huang                          | Niels Roest                            | Alemania                               | Estados Unidos                         | Japón                                  |
| 2006 | Borovets       | Bulgaria        | Ulrich Voigt                           | Wei-Hwa Huang                          | Maho Yokota                            | Estados Unidos                         | Alemania                               | Japón                                  |
| 2007 | Río de Janeiro | Brasil          | Pal Madarassy                          | Thomas Snyder                          | Ulrich Voigt                           | Estados Unidos                         | Japón                                  | Bélgica                                |
| 2008 | Minsk          | Bielorrusia     | Ulrich Voigt                           | Mehmet Murat Sevim                     | Roger Barkan                           | Estados Unidos                         | Japón                                  | República Checa                        |
| 2009 | Antalya        | Turquía         | Ulrich Voigt                           | Peter Hudak                            | Mehmet Murat Sevim                     | Alemania                               | Estados Unidos                         | Japón                                  |
| 2010 | Paprotnia      | Polonia         | Taro Arimatsu                          | Ulrich Voigt                           | Hideaki Jo                             | Estados Unidos                         | Japón                                  | Alemania                               |
| 2011 | Eger           | Hungría         | Palmer Mebane                          | Ulrich Voigt                           | Thomas Snyder                          | Estados Unidos                         | Alemania                               | Japón                                  |
| 2012 | Kraljevica     | Croacia         | Ulrich Voigt                           | Thomas Snyder                          | Palmer Mebane                          | Alemania                               | Japón                                  | Estados Unidos                         |
| 2013 | Pekín          | China           | Ulrich Voigt                           | Palmer Mebane                          | Thomas Snyder                          | Estados Unidos                         | Alemania                               | Japón                                  |
| 2014 | Londres        | Reino Unido     | Ulrich Voigt                           | Palmer Mebane                          | Florian Kirch                          | Alemania                               | Japón                                  | Estados Unidos                         |
| 2015 | Sofía          | Bulgaria        | Ken Endo                               | Ulrich Voigt                           | Palmer Mebane                          | Alemania                               | Japón                                  | Estados Unidos                         |
| 2016 | Senec          | Eslovaquia      | Ulrich Voigt                           | Palmer Mebane                          | Ken Endo                               | Alemania                               | Japón                                  | Estados Unidos                         |
| 2017 | Bangalore      | India           | Ken Endo                               | Ulrich Voigt                           | Kota Morinichi                         | Japón                                  | Estados Unidos                         | Alemania                               |
| 2018 | Praga          | República Checa | Thomas Snyder                          | Ulrich Voigt                           | Ken Endo                               | Alemania                               | Estados Unidos                         | Hungría                                |
| 2019 | Kirchheim      | Alemania        | Philipp Weiß                           | Ken Endo                               | Walker Anderson                        | Estados Unidos                         | Alemania                               | Japón                                  |
| 2020 | Shanghái       | China           | Cancelados por la Pandemia de COVID-19 | Cancelados por la Pandemia de COVID-19 | Cancelados por la Pandemia de COVID-19 | Cancelados por la Pandemia de COVID-19 | Cancelados por la Pandemia de COVID-19 | Cancelados por la Pandemia de COVID-19 |
| 2021 | Shanghái       | China           | Por definirse                          | Por definirse                          | Por definirse                          | Por definirse                          | Por definirse                          | Por definirse                          |